# Mixel Garicoitz
Mixel Garicoitz, conegut a França com a Michel Garicoïts (Ibarre (Donaixti-Ibarre, Baixa Navarra), 15 d'abril de 1797 - Betharram, 14 de maig de 1863) va ésser un prevere basc, fundador de la congregació dels Pares del Sagrat Cor de Jesús de Bètharram. És venerat com a sant per l'Església Catòlica Romana.

## Biografia
Va néixer el 1797 a un mas d'Ibarre, llogarret de la diòcesi de Baiona, en una família camperola molt devota. De petit va manifestar la seva vocació de sacerdot, però per ajudar la família, que no tenia recursos per pagar-li els estudis, va treballar fins als quinze anys com a criat en una casa rica. Va fer la primera comunió llavors i va començar a estudiar a la parròquia de Saint-Palais i a Baiona. Ingressà al seminari de Dax i va sobresortir-hi per ciència i pietat; els seus companys l'anomenaven «l'altre Lluís Gonzaga».
Va ésser ordenat prevere el 20 de desembre de 1823, i enviat al poble de Kanbo (Cambó-les-Bains) en qualitat d'auxiliar del rector, que ja era molt gran. Va renovar la vida de la parròquia i hi promogué la comunió freqüent i la devoció al Sagrat Cor. El 1826, el bisbe de Baiona el nomenà professor de filosofia i administrador del seminari major de la diòcesi, que era a Bètharram (avui L'Estela-Bètharram, Pirineus Atlàntics), vora un conegut santuari marià. Amb el temps, Mixel va ésser nomenat director del mateix seminari.

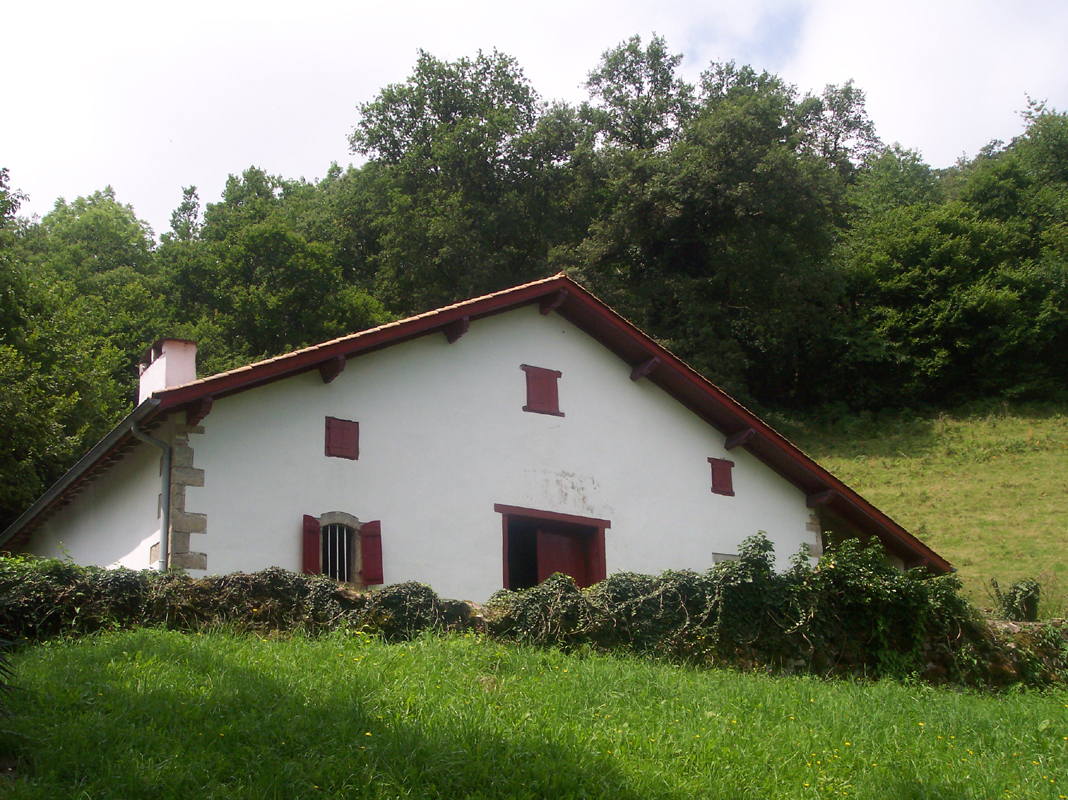
Casa natal de Mixel Garicoitz
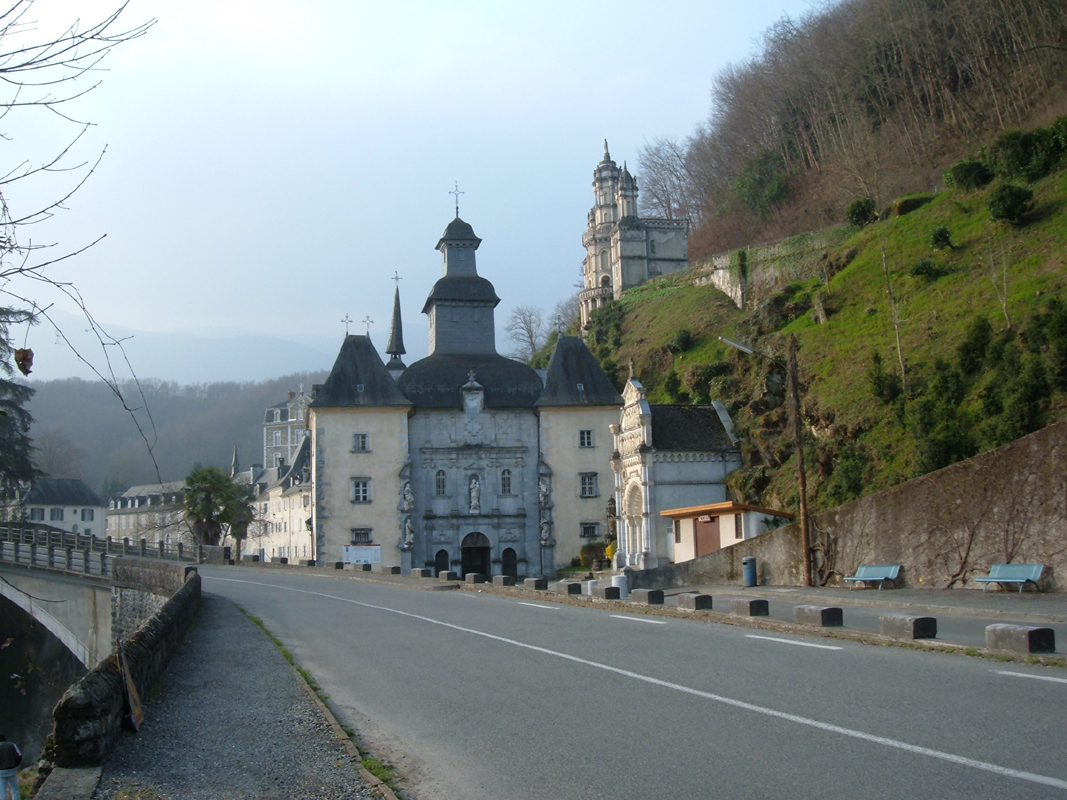
Santuari de Bètharram
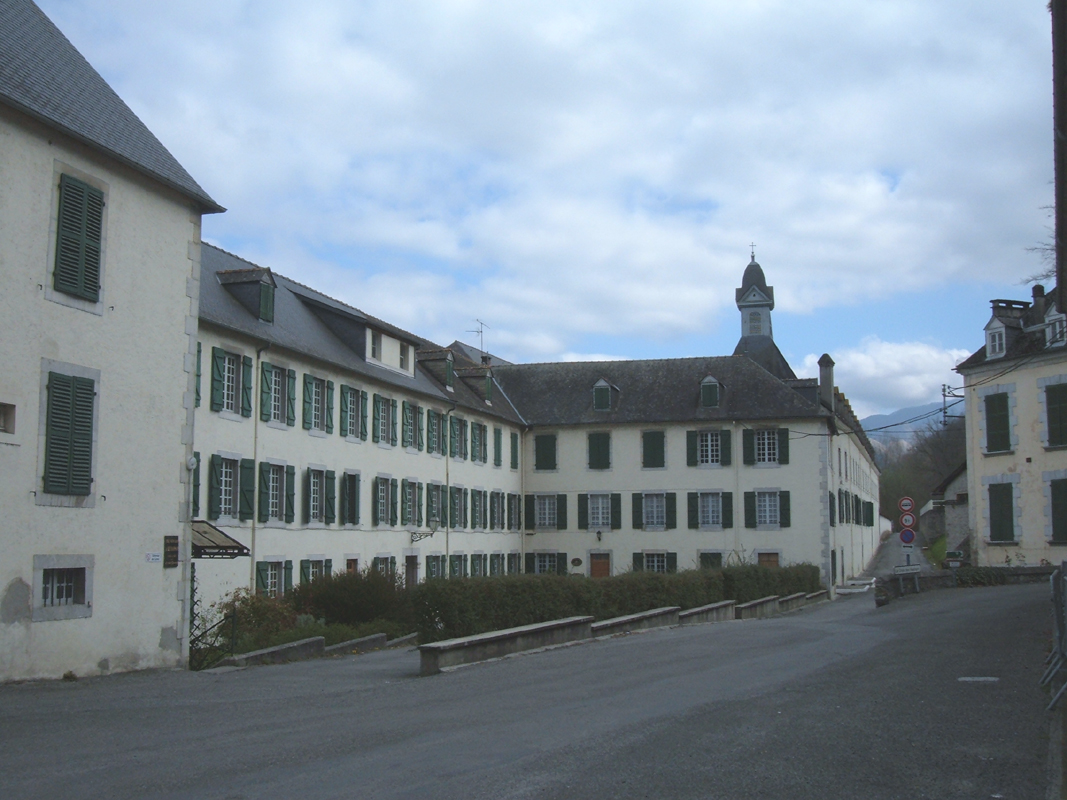
Col·legi de Bètharram

### Fundació dels Pares Baionesos
A Bètharram, Garicoitz també era capellà del santuari, popular lloc de pelegrinatge. El contacte amb la gent va fer-li venir la idea de la necessitat d'una congregació de preveres que es dediquessin a l'apostolat popular i l'ensenyament. Amb cinc sacerdots més va projectar la fundació des de 1835 i el 1841 van anomenar-la Institut dels Sacerdots del Sagrat Cor de Jesús de Bètharram. Els primers missioners de l'institut van recórrer predicant la Gascunya, Iparralde i el Bearn.
A més, s'obriren col·legis d'ensenyament primari i secundari a Bètharram, Maule-Lextarre, Ortès i Auloron Santa Maria, que aviat es feren famosos per la qualitat de l'educació. Consolidada la fundació, s'estengué més enllà, a França i altres estats europeus i, des de 1856, a Buenos Aires, on hi havia una important colònia basca i bearnesa, des d'on es difongué a altres llocs de l'Argentina i Paraguai.
Garicoitz va morir el 14 de maig de 1863, encara sense haver vist l'aprovació de la congregació, que es donaria el 1875.

## Veneració
Mixel Garicoitz fou beatificat el 15 de març de 1923 per Pius XI i canonitzat el 6 de juliol de 1947 per Pius XII.